# Nikolaus Prugger
Nikolaus Prugger (auch Prucker, Brucker, Bruckher; * um 1620 in Trudering; † 24. März 1694 in München) war ein deutscher Maler.

## Leben
Seinen Aufstieg verdankte der Bauernsohn einem Zufall: Als kleiner Junge wurde er von der Kurfürstin Maria Anna bei einer Prozession entdeckt und als Ziehsohn aufgenommen. Kurfürst Maximilian I. ermöglichte ihm in der Folge eine Ausbildung zum Maler, die ihn u. a. nach Italien führte. Ab 1644 war er Hofmaler und Zeichenlehrer des späteren Kurfürsten Ferdinand Maria. Von diesem erhielt er später ein Haus in der Theatinerstraße geschenkt, dessen Nachfolgebau später das bekannte Café Feldherrnhalle beherbergte. Prugger malte vorwiegend Porträts der Herrscherfamilie, Altarbilder und Miniaturbildnisse. Noch lange hoch geachtet, kam er zum Ende seines Lebens in finanzielle Schwierigkeiten und wurde nach seinem Tode bald vergessen.
Werke von Prugger befinden sich heute in der Münchner Pinakothek, dem Bayerischen Nationalmuseum, Schloss Schleißheim, der Residenz und der Münchner Peterskirche.
Die Stadt München hat den Nikolaus-Prugger-Weg in Trudering nach ihm benannt.

## Familie
Nikolaus Prugger war zweimal verheiratet. Seine erste Frau Anna starb 1662. Mit ihr hatte er sieben Töchter. Seine zweite Frau war Maria Rosina. Über sie ist nichts weiter bekannt. Über seine Tochter Maria Theresia (* 1657, † 1719 in Sulzbach), eine Miniaturmalerin, die 1680 den Hans Georg Asam geehelicht hatte, war Prugger Großvater der Gebrüder Asam. Die Tochter Anna Maria heiratete 1696 den Bildhauer Franz Ableitner (1652–1728), einen Sohn des Hofbildhauer Balthasar Ableithner. Die Tochter Klara heiratete 1674 den Maler Kaspar Gottfried Stuber (1651–1724). Der Maler Nikolaus Gottfried Stuber war sein Enkel.